# Csillagszínezés

A Dyck-gráf csillagkromatikus száma 4, míg kromatikus száma 2.

A matematika, azon belül a gráfelmélet területén egy G gráf csillagszínezése (star coloring) olyan csúcsszínezés, amiben bármely négy csúcson átmenő út legalább 3 különböző színt tartalmaz. Ezzel egyenértékű megfogalmazásban, a csillagszínezésben bármely két szín által meghatározott feszített részgráfok összefüggő komponensei csillaggráfok. A csillagszínezést (Grünbaum 1973) vezette be.

## Csillagkromatikus szám
A {\displaystyle \chi _{s}(G)} csillagkromatikus szám a G csillagszínezéséhez szükséges legkevesebb szín száma.
A csillagszínezés egyik általánosítása az aciklikus (körmentes) színezés; itt minden körnek legalább három színt kell használnia, ezért a két szín által meghatározott feszített részgráfok erdők. Ha a G gráf aciklikus kromatikus számát {\displaystyle \chi _{a}(G)}-vel jelöljük, {\displaystyle \chi _{a}(G)\leq \chi _{s}(G)}, és valójában minden csillagszínezés egyben aciklikus színezés is.
A csillagkromatikus szám (Nešetřil & Ossona de Mendez 2003) alapján minden minorra zárt gráfosztályon korlátos. Ezt az eredményt (Nešetřil & Ossona de Mendez 2006) tovább általánosította az összes alacsony fa-mélységű színezésre (a normál színezés és a csillagszínezés olyan alacsony fa-mélységű színezésnek tekinthető, melyek megfelelő paramétere 1, illetve 2).
További eredmények:
{\displaystyle {\text{Ha }}\chi _{a}(G)\leq k,{\text{ akkor }}\chi _{s}(G)\leq k\cdot 2^{k-1}}
A fentiből következik, hogy ha G síkgráf, akkor {\displaystyle \chi _{s}(G)\leq 80}
{\displaystyle \chi _{s}(G)\leq \chi _{a}(G)(2\chi _{a}(G)-1)}
A fentiből következik, hogy ha G síkgráf, akkor {\displaystyle \chi _{s}(G)\leq 45}
A fentiből szintén következik, hogy ha a G síkgráf girthparamétere g, akkor:
{\displaystyle {\begin{cases}\;{\mbox{ha }}g\geq 7{\text{, akkor }}\chi _{s}(G)\leq 9,\\\;{\text{ha }}g\geq 5{\text{, akkor }}\chi _{s}(G)\leq 16.\end{cases}}}
Ha G síkgráf, akkor {\displaystyle \chi _{s}(G)\leq 30}
Ha G síkgráf, akkor {\displaystyle \chi _{s}(G)\leq 20}
Ha a G gráf favastagsága legfeljebb k, akkor
{\displaystyle \chi _{s}(G)\leq k(k+3)/2+1}
Ennek következménye: ha G külsíkgráf, akkor {\displaystyle \chi _{s}(G)\leq 6} és ez az eredmény éles.
Sejtés: létezik olyan G síkgráf, melyre {\displaystyle \chi _{s}(G)=10}

## Számítási bonyolultság
(Coleman & Moré 1984) megmutatták, hogy az optimális csillagszínezés megtalálása NP-teljes még akkor is, ha G páros gráf.
(Albertson et al. 2004) megmutatták, hogy annak eldöntése, hogy {\displaystyle \chi _{s}(G)\leq 3} NP-teljes, még akkor is, ha G-ről ismert, hogy síkgráf és páros.